# Claudette Coorens
Claudette Coorens (Charleroi, 15 september 1940 - aldaar, 25 maart 1993) was een Belgisch senator.

## Levensloop
Coorens werd in 1965 doctor in de geneeskunde aan de ULB en vestigde zich als huisarts in Charleroi.
In 1970 werd ze voor de PSB, de latere PS, verkozen tot gemeenteraadslid van Jumet en van 1974 tot 1976 was ze er schepen. Na de fusie met Charleroi werd ze daar begin 1977 gemeenteraadslid en van 1977 tot 1982 maakte ze als schepen van Volksgezondheid deel uit van het college van burgemeester en schepenen onder leiding van Lucien Harmegnies. Ze was daarmee de enige vrouw in het college. Vanaf 1983 was ze uitsluitend gemeenteraadslid, tot ze in 1991 om gezondheidsredenen ontslag nam.
Van 1981 tot 1991 zetelde Coorens eveneens in de Senaat: van 1981 tot 1985 als rechtstreeks gekozen senator voor het arrondissement Charleroi-Thuin en van 1985 tot 1991 als provinciaal senator voor Henegouwen. Door de toenmalige dubbelmandaten was ze van 1981 tot 1985 tevens in de Waalse Gewestraad en de Raad van de Franse Gemeenschap. In de Senaat concentreerde haar werk zich vooral op de gedeeltelijke depenalisering van abortus. 